# Sheldonia puzeyi
Sheldonia puzeyi е вид коремоного от семейство Urocyclidae. Видът е световно застрашен, със статут Уязвим.

## Разпространение
Разпространен е в Южна Африка (Източен Кейп).